# MCM Comic Con London
MCM London Comic Con è una convention multi-genere dedicata alla cultura pop e all’intrattenimento fantastico, che si svolge due volte l’anno presso il centro espositivo ExCeL di Londra. Inaugurata nel 2002, è divenuta una delle più grandi manifestazioni di questo tipo nel Regno Unito ed Europa, attirando oltre 100.000 visitatori ad ogni edizione.

## Storia
La manifestazione è stata fondata nel 2001 dagli organizzatori Paul Miley (Sci-Fi Shows) e Bryan Cooney (Wolf Events). La prima edizione si è svolta nel maggio 2002 sotto il nome di London Expo. Nel 2004 è stata rinominata London MCM Expo, con l’acronimo MCM che sta per Movies, Comics, Media. A partire dal 2005, la fiera si è ampliata fino a diventare un evento di tre giorni, includendo sezioni dedicate a fumetti, animazione giapponese e videogiochi.
Nel 2017 la convention è stata acquisita dalla multinazionale ReedPop, già organizzatrice di eventi come il New York Comic Con. A seguito di questa acquisizione, MCM London Comic Con è stata integrata nel circuito internazionale di ReedPop, aumentando la sua visibilità e ampliando le sue collaborazioni con editori e produttori di contenuti multimediali.

## Contenuti e Programma
MCM London Comic Con offre un’ampia varietà di contenuti per i visitatori, tra cui un'area espositiva dedicata a fumetti, cinema, serie TV e videogiochi. Sono organizzati panel e conferenze con attori, autori e creatori di contenuti, oltre a uno spazio cosplay che ospita competizioni ufficiali e sfilate. Un'altra sezione importante è il Comic Village, riservato ai fumettisti indipendenti, mentre VidfestUK è uno spazio pensato per content creator e youtuber.
Oltre all'area espositiva e ai panel, la fiera ospita numerose attività speciali. Ogni edizione prevede eventi di anteprima per film e serie TV, con proiezioni esclusive e la partecipazione di cast e produttori. Nell’area autografi, i visitatori possono incontrare attori e autori per sessioni di firma e photo-op. Tra le aree tematiche più seguite spicca la Pop Asia, dedicata alla cultura giapponese, che include esibizioni di arti marziali, spettacoli di idol e workshop sul mondo anime e manga.
Il cosplay è un elemento centrale della fiera: oltre alla gara ufficiale per selezionare i rappresentanti del Regno Unito per l’EuroCosplay Championship, la manifestazione organizza sfilate e raduni tematici, permettendo ai partecipanti di mostrare le proprie creazioni in un contesto di festa e competizione.

## Dati di Affluenza
La MCM London Comic Con ha registrato un aumento costante di visitatori nel corso degli anni. Nel 2013 ha raggiunto 88.000 partecipanti, mentre nel 2014 ha superato la soglia dei 100.000 visitatori. L'affluenza è continuata a crescere, toccando i 133.000 partecipanti nel 2016 e arrivando a circa 140.000 visitatori complessivi nelle due edizioni annuali del 2019.

## Impatto Culturale
MCM London Comic Con è considerata uno degli eventi più influenti per la cultura pop nel Regno Unito e ha contribuito alla diffusione della cultura nerd e geek nel mainstream dando anche visibilità a fenomeni come il cosplay e il fumetto indipendente.
L’evento è spesso utilizzato da case editrici e produttori cinematografici per promuovere nuovi titoli e stabilire un contatto diretto con i fan. La crescita della manifestazione ha inoltre favorito la nascita di eventi analoghi in altre città del Regno Unito, consolidando il marchio MCM come punto di riferimento per la cultura pop a livello europeo.